# Venarey-les-Laumes
Venarey-les-Laumes là một xã thuộc tỉnh Côte-d’Or trong vùng Bourgogne-Franche-Comté miền đông nước Pháp.